# 디지몬 스토리 사이버 슬루스
디지몬 스토리 사이버 슬루스(일본어: デジモンストーリー サイバースルゥース, Digimon Story: Cyber Sleuth)는 미디어.비전이 개발하고 반다이 남코 엔터테인먼트가 2015년 3월 12일 플레이스테이션 비타와 플레이스테이션 4용으로 출시한 롤플레잉 비디오 게임이다. 디지털 몬스터 시리즈의 일부이며 디지몬 스토리 시리즈 중 5번째 설치 작품이다. 전작인 2011년 디지몬 크로스워즈의 뒤를 이으며 가정용 게임기로 출시된 첫 번째 게임이다. 이 게임은 2016년 2월 2일 북아미라카에서 출시되면서 2007년의 디지몬 스토리 선버스트 & 문라이트 이후로 북아메리카에 출시된 첫 디지몬 스토리 작품이 되었다. 또, 오리지널 타이틀로 출시된 첫 작품이기도 하다.
후속작 디지몬 스토리 사이버 슬루스 해커스 메모리는 2017년에 일본에서, 2018년에 서부 지역에 출시되었다.

## 평가
| 평론 점수 평론사 점수 PS 비타 PS4 디스트럭토이드 N/A 7.5/10 [ 6 ] 패미츠 34/40 [ 7 ] 35/40 [ 8 ] 게임 레볼루션 N/A 4/5 [ 9 ] 하드코어 게이머 3.5/5 [ 10 ] N/A IGN N/A 7.7/10 [ 11 ] 폴리곤 N/A 7.5/10 [ 12 ] PlayStation LifeStyle N/A 7/10 [ 13 ] 통합 점수 메타크리틱 N/A 75/100 [ 14 ] |         |        |
| 평론 점수 |         |        |
| 평론사 | 점수    | 점수   |
| 평론사 | PS 비타 | PS4    |
| 디스트럭토이드 | N/A     | 7.5/10 |
| 패미츠 | 34/40   | 35/40  |
| 게임 레볼루션 | N/A     | 4/5    |
| 하드코어 게이머 | 3.5/5   | N/A    |
| IGN | N/A     | 7.7/10 |
| 폴리곤 | N/A     | 7.5/10 |
| PlayStation LifeStyle | N/A     | 7/10   |
| 통합 점수 |         |        |
| 메타크리틱 | N/A     | 75/100 |